# Воскресение 2
«Воскресение 2» — второй студийный альбом группы «Воскресение», записанный в 1981 году. До 1991 года существовал только как магнитоальбом, распространяясь копированием.
Включён в книгу Александра Кушнира «100 магнитоальбомов советского рока».

## История создания
Первый состав группы «Воскресение» в 1979 году состоял из Алексея Романова (вокал, гитара, автор песен), Андрея Сапунова (гитара, вокал), Евгения Маргулиса (бас-гитара, вокал), Алексея Макаревича (соло-гитара) и Сергея Кавагоэ (ударные, клавишные). Также на роль клавишника был приглашён Пётр Подгородецкий.
После выпуска первого альбома и нескольких концертов в 1980 году группу «Воскресение» покидают Маргулис, Кавагоэ и Макаревич. В то же время Романов устраивается на работу в группу «Аракс» в качестве автора песен, а Андрей Сапунов начинает репетировать с Константином Никольским, с которым вместе выступал в группе Стаса Намина в 1970-е годы.
Сапунов уже исполнял песни Никольского в 1979 году в составе группы «Воскресение»: записи песен «Зеркало мира», «Музыкант», «Ночная птица» и «Когда поймёшь умом» были включены бонусом в первый магнитоальбом группы.
Впоследствии Никольский сам вошёл в состав «Воскресения»: в конце 1980 года он позвонил Алексею Романову и сказал, что собирает группу с Сапуновым и барабанщиком Михаилом Шевяковым. Таким образом сформировалась новая группа «Воскресение» с Никольским в качестве лидера и руководителя. К тому времени Никольский отошёл от музыки Сантаны и не на шутку увлекся Dire Straits, у которых ритм в ряде композиций также обозначался с помощью регги — это влияние отчётливо слышно в песнях «Один взгляд назад» Никольского и «По дороге разочарований» Романова.
Основными вокалистами были Романов и Сапунов, как и в 1979 году, — Сапунов в частности исполнил песни Никольского «Один взгляд назад» и «Воскресение», а Романов исполнял свои собственные песни. Единственная песня Никольского в альбоме — «В моей душе осадок зла» — звучит в исполнении самого автора.
Влияние Никольского на группу заключалось в ответственном и серьёзном отношении к репетиционной деятельности группы. Уже к 1981 году у группы накопился материал для целого альбома, но не было возможности записываться. В результате Никольский с группой нашли место для записи альбома в подвале приёмной комиссии МГИМО, 2-й Николощеповский переулок, в Москве.
Запись производилась 7—10 июня 1981 года. Звукорежиссёром выступил Александр «Артём» Арутюнов. Альбом был сведён на месте.
Песни «В жизни, как в тёмной чаще», «Кто виноват?» и «Я привык бродить один» были впервые были записаны в 1979 году в первом альбоме.
Всего было записано 9 песен. Рисунок на обложке нарисован Михаилом Шевяковым.

## Издание
Как магнитоальбом начал распространяться в 1981 году.
После записи произошёл казус: из-за так называемого «акустического обмана» случилась диспропорция звука, которая была исправлена Арутюновым, и плёнка пошла в народ в сверхдоработанном виде. На одной из радиостанций пытались сделать псевдостереофоническую версию альбома.
В 1983 году мастер-ленты первых двух альбомов были конфискованы из-за ареста Романова и обвинения участников группы в «частнопредпринимательской деятельности». Однако Арутюнову снова удалось спасти ленты.

Когда я увольнялся с телевидения, на мне числилось определённое количество плёнки, которую я обязан был вернуть обратно. Взяв на работе соответствующую бумагу о своих плёночных долгах, я поехал в управление внутренних дел. Они вернули мне оригиналы, сопроводив этот акт документом о выдаче пленок. После чего я рванул на такси домой, намотал на основание катушки необходимое количество ненужной пленки и вернул «долг» на телевидение. Таким обманом мне удалось сохранить оригиналы.— Александр Арутюнов
На компакт-дисках «Воскресенье» вышел в моноформате в 1992 году на лейбле «Feelee Records». Производство велось Sony DADC в Австрии. На CD было добавлено 3 дополнительные композиции, записанных ещё в 1979 году в студии ГИТИСа. Годом ранее тем же лейблом было выпущено стерео LP-издание.
Презентация прошла 24 мая 1992 года, в ДК Горбунова и была показана в Программе «А». На сцене оказался золотой состав группы, которая в тот момент находилась в состоянии распада: Романов, Никольский, Сапунов, Шевяков. Концерт прошёл с аншлагом. Однако выступающие часто забывали слова.
В чартах пластинок за август 1992 года этот альбом оттеснил «Всё, что ты хочешь!!!» Технологии и «Орден сатаны» Коррозии металла.
Также лейблом Vincent Company Records в 1994 году была выпущена компакт-кассета «Воскресенье год 1981». Там присутствует интервью «Радио России» музыкантов группы и звукорежиссёра Арутюнова об истории появления и сохранения этой записи.
В буклете компакт-диска помещена цитата из эпилога «Мастера и Маргариты»:

О том, что в течение долгого времени по всей столице шёл тяжёлый гул самых невероятных слухов, очень быстро перекинувшихся и в отдаленные и глухие места провинции, и говорить не приходится, и слухи эти даже тошно повторять.

## Список композиций
| №                   | Название                     | Автор(ы)              | Длительность |
| ------------------- | ---------------------------- | --------------------- | ------------ |
| 1.                  | «Воскресенье»                | Константин Никольский | 6:48         |
| 2.                  | «Один взгляд назад»          | Константин Никольский | 3:49         |
| 3.                  | «В жизни, как в тёмной чаще» | Алексей Романов       | 3:48         |
| 4.                  | «По дороге разочарований»    | Алексей Романов       | 5:20         |
| 5.                  | «Мчится поезд»               | Алексей Романов       | 3:11         |
| 6.                  | «В моей душе осадок зла»     | Константин Никольский | 4:40         |
| 7.                  | «Кто виноват?»               | Алексей Романов       | 4:16         |
| 8.                  | «Я привык бродить один»      | Алексей Романов       | 6:02         |
| 9.                  | «Я ни разу за морем не был»  | Алексей Романов       | 3:19         |
| Общая длительность: | Общая длительность:          | Общая длительность:   | 41:35        |

| №                   | Название             | Автор(ы)              | Длительность |
| ------------------- | -------------------- | --------------------- | ------------ |
| 10.                 | «Музыкант»           | Константин Никольский | 5:54         |
| 11.                 | «Ночная птица»       | Константин Никольский | 4:16         |
| 12.                 | «Когда поймёшь умом» | Константин Никольский | 3:51         |
| Общая длительность: | Общая длительность:  | Общая длительность:   | 55:18        |

## Участники записи
Группа «Воскресение»
- Константин Никольский — гитара, бэк-вокал, вокал (6)
- Алексей Романов — вокал, гитара
- Андрей Сапунов — вокал, бас-гитара
- Михаил Шевяков — ударные, свистулька (9)

Бонус-треки (записаны в 1979 году)
- Андрей Сапунов — гитара, вокал
- Сергей Кавагоэ — клавишные, ударные
- Евгений Маргулис — бас-гитара (11)

Технический персонал
- Александр «Артём» Арутюнов — звукорежиссёр
- Борис Смирнов — реставрация и стереофонизация, студия «Рестон», 1991
- Дмитрий Максимов — мастеринг, студия при ГММК им. М. И. Глинки

## Отзывы
- По словам Артёма Липатова, почему «Воскресение» было столь популярно, почему во дворах поздними вечерами были слышны молодые голоса, распевающие нестройным хором «Боже, как давно это было...»? Потому, что Романов и Никольский куда ближе подошли к настоящей поэзии в стране, где слово важнее любой реальности, чем кто бы то ни было до них в русскоязычном роке. До этого царствовала воспитанная «Машиной времени» слепая и безоглядная вера в перемены к лучшему. Дверь в сложный и небезусловный мир, где не всегда есть место победе добра, а наоборот, где не всякий друг или враг, русскому року открыло именно «Воскресение». Припев «А ты всё ждёшь, что ты когда-нибудь умрёшь...» стал первым пессимистическим гимном советских хиппи[9].